# Tiptonville
Tiptonville és una població dels Estats Units a l'estat de Tennessee. Segons el cens del 2000 tenia 2.439 habitants.

## Demografia
Segons el cens del 2000, Tiptonville tenia 2.439 habitants, 918 habitatges, i 570 famílies. La densitat de població era de 658,5 habitants/km².
Dels 918 habitatges en un 26,8% hi vivien nens de menys de 18 anys, en un 38,5% hi vivien parelles casades, en un 19,4% dones solteres, i en un 37,9% no eren unitats familiars. En el 35,2% dels habitatges hi vivien persones soles el 19,1% de les quals corresponia a persones de 65 anys o més que vivien soles. El nombre mitjà de persones vivint en cada habitatge era de 2,23 i el nombre mitjà de persones que vivien en cada família era de 2,87.
Per edats la població es repartia de la següent manera: un 20,7% tenia menys de 18 anys, un 9,4% entre 18 i 24, un 28,3% entre 25 i 44, un 23,2% de 45 a 60 i un 18,4% 65 anys o més.
L'edat mediana era de 40 anys. Per cada 100 dones de 18 o més anys hi havia 103,9 homes.
La renda mediana per habitatge era de 19.475 $ i la renda mediana per família de 24.929 $. Els homes tenien una renda mediana de 25.089 $ mentre que les dones 18.333 $. La renda per capita de la població era d'11.843 $. Entorn del 21,1% de les famílies i el 26,5% de la població estaven per davall del llindar de pobresa.

## Poblacions més properes
El següent diagrama mostra les poblacions més properes.